# Susanne Björkman
Susanne Birgitta Björkman, född 7 oktober 1946 i Stockholm, död 19 januari 2019 i Stockholm, var en svensk radiojournalist och professor i radioproduktion. Björkman var Sveriges första professor i radioproduktion och verksam inom dokumentärradio i såväl Sverige som internationellt.

## Biografi
Susanne Björkman föddes i Stockholm och växte upp i Malmö. Hon var yngst av tre syskon. Fadern Sven-Erik Björkman var överläkare och docent i praktisk medicin och modern Brita Björkman var psykiatriker. När fadern hade sin tjänst på Malmö Allmänna sjukhus, bodde familjen i tillhörande personalbostäder. Modern gav under den här tiden upp sin läkarkarriär och var hemma med barnen. Föräldrarna skildes 1962, då Susanne Björkman gick på gymnasiet i Latinskolan i Malmö.
Efter studentexamen läste Susanne Björkman statskunskap, sociologi, drama, teater- och filmhistoria vid Lunds universitet, där hon avlade en filosofie kandidatexamen. 

### Karriär
Björkman hade tänkt börja forska i sociologi, men kände sig instängd i universitetsvärlden. Hon kontaktade då Sveriges Radios distriktskontor i Malmö, och började där som praktikant 1971. Susanne Björkmans första uppdrag var som nyhetsuppläsare, varefter hon arbetade som samhälls- och kulturjournalist. Hon blev fast anställd vid SR 1974.
I Malmö arbetade Susanne Björkman med programserierna OBS! Kulturkvarten, ungdomsprogrammet Tvärs, samhällsprogrammen Vår grundade mening, Familjespegeln och Närbilder ur verkligheten. I radioprogrammet Samtal vid sjön från 2008 berättade Susanne Björkman för Lise Indahl om hur hon började känna sig instängd i en frågebur när hon under det tidiga 1970-talet arbetade med sina program. Ämnena och samhällsaspekterna var viktiga, men när hon gjorde sina intervjuer visste hon vilka svar hon ville ha och hon blev sällan överraskad. Detta gjorde henne rastlös och uttråkad. Hon beskrev hur hon övergav studiointervjuerna, sökte upp berättelser på plats och började följa sina intervjupersoner under en längre tid utan ett färdigt frågebatteri.
Ett program som Susanne Björkman refererade till som sin första dokumentär — även om genren inte existerade då — var programmet Du begriper ändå ingenting från 1976, om 14-åriga Susanne. Hon ville göra ett program om ungdomar som skolkar. Under ett par månader följde hon Susanne i vardagen, skolan och i hemmet, och spelade in samtal och konflikter med föräldrar. Det blev ett nära porträtt av en ung människa i en svår familjesituation och programmet fick ett stort gensvar från både lyssnare och kritiker.
Susanne Björkman fortsatte att göra dokumentärer i Malmö och senare i Stockholm, dit hon flyttade i slutet av 1970-talet för arbete på P1:s dokumentärredaktion. Många av dessa dokumentärer har blivit prisbelönta radioklassiker. Hon utvecklade sina metoder och behandlade en stor bredd av ämnen i program som I väntan på att något ska hända från 1977, om ett gäng Malmöraggare, och Vad är det ni tjejer vill egentligen? från 1978, om kvinnliga journalisters arbetssituation på tidningen Aftonbladet. Programmet Ingens hundar från 1986, vilket handlar om några ungdomar som lärde känna varandra i samband med ockupationen av ett rivningshus på Södermalm, vann Public Service-klubbens Ikarospris. I skuggan av Fantomen, 1994, om 25-åriga Aziza som arbetade på Pressbyrån och tampades med rasistiska skinheads samtidigt som hon gick igenom en uppgörelse med sina föräldrar, vann både Ikarospriset och Prix Italia. För programmet Bota Lindra Trösta, 2008, en inträngande skildring av svensk sjukvård vid njurmedicinska kliniken på Huddinge sjukhus i Stockholm, vann hon Stora journalistpriset som Årets berättare.
Susanne Björkmans produktion hade en stor spännvidd. Hon gjorde socialrealistiska program om stressade busschaufförer, om diakoner i arbete med utsatta personer, om utbrändhet, personporträtt ofta av unga sökande människor men också mer poetiska program om konst och skapande där hon bland annat mötte poeten Siv Arb och författaren Lars Norén. Hon gjorde också program om människans och sitt eget förhållande till naturen och särskilt till träd. År 2008 gjorde Sveriges Radio en retrospektiv kallad I mellanrummen, där ett urval av hennes program återsändes. I den serien gjorde hon också uppföljningar där hon träffade några av sina tidigare intervjupersoner.
Under åren 1990–2000 delade hon sin tid mellan radion och Dramatiska Institutet (nuvarande Stockholms dramatiska högskola) där hon var lektor och huvudlärare för radiolinjen. År 1999 utnämndes hon till professor i radioproduktion. När hon fick sin professur på Dramatiska Institutet såg hon titeln som en bekräftelse på sitt långvariga konstnärliga arbete och att den fördjupande radiojournalistik som var hennes signum fick ett akademisk erkännande. Susanne Björkman kom att bilda skola för dokumentärproducenter.

### Arbetsprocess
Susanne Björkmans arbetsprocess var tidskrävande, hennes dokumentärer tog flera månader att göra och hon spelade in mycket material. Det krävdes en särskild lyhördhet av de kollegor som hon satte ihop programmen med. Ingemar Persson och Ylva Lindgren arbetade med flera av hennes uppmärksammade program. Hon utgick ofta från ett ämne, inte en person eller en specifik händelse. Det kunde börja med en vag idé som hon testade genom att gå ut på stan och fråga folk: ”Vad är egentligen normalt?” eller ”Hur är det att leva i nuet?”
Susanne Björkman ville fånga strömningar i tiden, vad det var som låg under ytan i samhället. Hon vände sig starkt mot att som journalist låsa in sig i en färdig bild av verkligheten. Hennes program kom därför ofta att ändra riktning under inspelningens gång. Som programmakare tillät hon sig att vara osäker, att inte veta exakt vart hon var på väg. Det finns vissa ord som kom att bli ett slags signum för Susanne Björkman och som hon återkom till när hon berättade om sitt arbete: lyssna, vänta, småprat, nyfikenhet och mellanrum.
Susanne Björkman introducerade begreppet processintervju. Hur kunde hon fånga samtal mellan andra medan hon själv höll sig i bakgrunden, scener som låter som om de spelat in sig själva? Det kunde vara uppslitande samtal mellan mödrar och döttrar. I den bok hon skrev om sitt arbete, En Lyssnares Röst från 2009, berättade hon att de scener hon spelat in ofta hade börjat med småprat, ”att det nästan alltid kommer ett sjok vardagsrepliker för varje viktigt samtal”. Hon beskrev att det kunde liknas vid en orkester som stämmer sina instrument inför en konsert. Hennes förmåga att hålla fram mikrofonen vid rätt tillfälle var alldeles unik. Dagens dokumentärmakare arbetar nästan alltid med processintervjuer och på Stockholms dramatiska högskola hålls det regelbundet kurser i denna intervjuteknik, som Susanne Björkman var först med att benämna.

### Sista åren
Efter att i mer än 40 år ha gjort program om andra gjorde Susanne Björkman en dokumentär om sig själv, Du har din hemlighet utanpå dig, där hon riktade nyfikenheten och blicken inåt. Programmet sändes efter att hon gått i pension från Sveriges Radio 2013. Det blev en dokumentär där hon samtalade med sina döttrar och berättade om den hemlighet hon burit på så länge, det övergrepp hon själv varit med om som barn.
År 2009 instiftade Sveriges Radio, på initiativ av radioproducenten Aziza Dhaouadi, Susanne Björkmans stipendium, för att stödja det personliga berättandet i Susanne Björkmans anda. Stipendiesumman på 35 000 kronor delades ut årligen under åren 2010–2015.
Susanne Björkman avled den 19 januari 2019 efter en längre tids sjukdom i cancer. Hon är gravsatt på Maria Magdalena kyrkogård på Södermalm i Stockholm.